# Macrochenus
Macrochenus is een kevergeslacht uit de familie van de boktorren (Cerambycidae). De wetenschappelijke naam van het geslacht werd voor het eerst geldig gepubliceerd in 1843 door Guérin-Méneville.

## Soorten
Macrochenus omvat de volgende soorten:
- Macrochenus assamensis Breuning, 1935
- Macrochenus atkinsoni Gahan, 1893
- Macrochenus guerinii (White, 1858)
- Macrochenus lacordairei (Thomson, 1865)
- Macrochenus melanospilus Gahan, 1906
- Macrochenus tigrinus (Olivier, 1792)
- Macrochenus tonkinensis Aurivillius, 1920